# Шарп, Генри Грэм
Ге́нри Грэм Шарп (англ. Henry Graham Sharp; 19 декабря 1917, Лондон — 2 января 1995, Пул, Юго-Западная Англия) — британский фигурист, выступавший в одиночном катании. Спортсмен одержал победу на чемпионатах Европы и мира 1939 года, восемь раз становился чемпионом Великобритании.

## Биография
Шарп занялся фигурным катанием довольно поздно. Он уже работал на предприятии своего отца и увлёкся фигурным катанием. Изначально он начал заниматься новым видом: танцами на льду. Затем переключился на одиночное катание.
В чемпионате мира 1936 года в Берлине Шарп завоевал первую серебряную медаль на чемпионате мира для своей страны. Кроме того, он представлял страну на зимних Олимпийских играх 1936 года, где занял пятое место, и Олимпийских играх 1948 года, где стал седьмым. Т. Ричардсон в книге «Современное фигурное катание» (1930) назвал Шарпа «лучшим современным фигуристом „школы“».
В год, когда он стал чемпионом мира и Европы, началась Вторая мировая война. Генри Грэм был призван в британскую армию, откуда демобилизовался лишь в 1945 году. Он сумел принять участие в соревнованиях на зимних Олимпийских играх в Швейцарии в 1948 году.
По окончании спортивной карьеры долгое время работал судьёй на соревнованиях.

## Спортивные достижения
| Соревнования/Сезоны       | 1934 | 1935 | 1936 | 1937 | 1938 | 1939 | 1946 | 1948 |
| ------------------------- | ---- | ---- | ---- | ---- | ---- | ---- | ---- | ---- |
| Зимние Олимпиады          |      |      | 5    |      |      |      |      | 7    |
| Чемпионаты мира           | 6    | 4    | 2    | 2    | 2    | 1    |      | 6    |
| Чемпионаты Европы         |      |      | 2    | 2    | 2    | 1    |      |      |
| Чемпионаты Великобритании | 1    | 1    | 1    | 1    | 1    | 1    | 1    | 1    |